# Матч-пойнт (фильм)
«Матч-пойнт» (англ. Match Point) — драматический триллер Вуди Аллена 2005 года о бывшем теннисисте-профессионале Крисе Уилтоне, который после знакомства с семьёй богатых аристократов Хьюитов начинает делать быструю карьеру в британском высшем обществе. Номинировался на «Оскар» в 2006 году в категории лучший оригинальный сценарий, однако проиграл фильму «Столкновение». Сам Вуди Аллен считает своими лучшими фильмами «Пурпурная роза Каира» (1985), «Воспоминания о звёздной пыли» (1980) и этот.

## Сюжет
Фильм открывается закадровым голосом ключевого персонажа фильма — тренера Криса Уилтона.
| Человек, который говорит «лучше быть везучим, чем праведным», глубоко понимает суть жизни. Люди боятся принять тот факт, что жизнь во многом зависит от везения. Страшно подумать, сколько всего не зависит от нас. Во время матча случаются такие моменты, когда мяч задевает верх сетки, и в течение доли секунды он может упасть вперед или назад. Если немного повезет, он падает вперед, и ты победил… Не повезет — ты проиграл. Оригинальный текст (англ.)The man who said «I’d rather be lucky than good» saw deeply into life. People are afraid to face how great a part of life is dependent on luck. It’s scary to think so much is out of one’s control. There are moments in a match when the ball hits the top of the net and for a split second it can either go forward or fall back. With a little luck it goes forward and you win. Or maybe it doesn’t and you lose. |

Одновременно показывается игра в теннис. Мячик, ударившись о верхний край сетки, взмывает вертикально вверх. Кто победит, зависит от того, на какой половине поля упадёт мяч, но падение мяча не показывается.
Действие происходит в Великобритании. Скромный ирландский парень Крис Уилтон (Джонатан Рис-Майерс), понимая, что не станет успешным профессиональным игроком в теннис, устраивается тренером в эксклюзивном британском спортивном клубе. Он переезжает в Лондон, где знакомится с Томом Хьюитом (Мэтью Гуд), молодым человеком из весьма богатой семьи. Увлекаясь классической оперой и романами Фёдора Достоевского, Крис постепенно сближается с сестрой Тома, Хлоей (Эмили Мортимер). На одном из семейных обедов в доме Хьюитов происходит встреча Криса с молодой американской актрисой Нолой Райс (Скарлетт Йоханссон), которая является невестой Тома и отчаянно стремится пробиться в среду британских аристократов. Однажды после ссоры с матерью Тома Нола решает уйти от Хьюитов навсегда. Крис догоняет её в поле и признаётся в своих чувствах к ней, затем они с Нолой там же на природе занимаются любовью, но впоследствии Нола отказывается продолжать роман с Крисом.
Через некоторое время Крис женится на Хлое и становится преуспевающим бизнесменом, получив хорошую высокооплачиваемую работу в фирме её отца. Том расстаётся с Нолой, но Крису это не помогает: любовь к Ноле превращается у него в одержимость. Нола меняет номер телефона и уезжает на новую квартиру. Однако Крис случайно встречает её на выставке. Нола соглашается дать ему свой телефон. Между ними начинается бурный роман. Жена Хлоя интересует Криса всё меньше и меньше. Хлоя пытается, но не может забеременеть, и секс между ней и её мужем превращается в рутину, в медицинскую процедуру.
Тем временем Нола беременеет и наотрез отказывается делать аборт. Крис обещает рассказать обо всём Хлое и развестись с ней, хотя такой развод будет для него крахом карьеры: отец Хлои вышвырнет его с работы. Однако он не может собраться с духом, чтобы нанести наивной Хлое такой удар, и тянет с объяснением. Постепенно Крис начинает жалеть о своём опрометчивом обещании. Нола всё жёстче давит на него, собираясь самостоятельно рассказать Хлое об их романе и обвиняя Криса в том, что он водит её за нос. Крис не знает, как отгородиться от Нолы.
Однажды вечером Крис берёт охотничье ружье своего тестя, проникает в квартиру к пожилой соседке Нолы, убивает её и инсценирует ограбление, похищая деньги, драгоценности и лекарства. После этого он ждёт, когда на лестничной площадке появится Нола и стреляет в неё так, чтобы убийство Нолы выглядело бы как убийство случайного свидетеля, и едет в театр, где его уже ищет супруга.
На следующий день после убийства Хлоя узнает о своей беременности и сообщает это родителям и Крису. В это же время раздается звонок от детектива, расследующего дело: Криса просят появиться в полицейском участке. Крис избавляется от похищенных вещей, выбросив их в реку. Однако обручальное кольцо пожилой дамы, ударившись о перила подобно мячику в начале фильма, не упадет в воду, а останется на набережной.
По мнению Криса, полиция сочтёт, что какой-то наркоман убил соседку Нолы с целью ограбления, а потом и Нолу как случайную свидетельницу. Основная версия именно такова, но детектив, ведущий дело, обнаруживает дневник Нолы и начинает подозревать Криса.
Через несколько дней после убийства детективу снится сон, в котором он видит Криса, Нолу и её соседку и понимает, как всё было.
Спасает Криса случайность: через несколько дней после того, как он убил Нолу, в районе происходит ещё одно убийство — застрелен наркоман, и у него в кармане находят кольцо из квартиры соседки Нолы, убитой Крисом. Таким образом, однозначно подтверждается основная версия убийства.
Последняя сцена — Хлоя приносит из родильного дома новорожденного младенца, в семье Криса праздник, но Крис не участвует в нём, а стоит и смотрит в окно.

## В ролях
| Актёр               | Роль              |
| ------------------- | ----------------- |
| Скарлетт Йоханссон  | Нола Райс         |
| Джонатан Рис-Майерс | Крис Уилтон       |
| Эмили Мортимер      | Хлоя Хьюит Уилтон |
| Мэтью Гуд           | Том Хьюит         |
| Брайан Кокс         | Алек Хьюит        |
| Пенелопа Уилтон     | Элеонора Хьюит    |
| Морн Ботс           | Мишель            |
| Роуз Киган          | Кэролл            |
| Эдди Маршан         | Ривс              |
| Миранда Рэйсон      | Хизер             |
| Зои Тэлфорд         | Саманта           |
| Джеффри Стритфилд   | Алан Синклер      |
| Джеймс Несбитт      | детектив Баннер   |

## Награды и номинации
- 2006 — номинация на премию «Оскар» за лучший оригинальный сценарий (Вуди Аллен)
- 2006 — 4 номинации на премию «Золотой глобус»: лучший фильм — драма, лучший режиссёр (Вуди Аллен), лучшая женская роль второго плана (Скарлетт Йоханссон), лучший сценарий (Вуди Аллен)
- 2006 — номинация на премию «Сезар» за лучший иностранный фильм (Вуди Аллен)
- 2006 — премия «Давид ди Донателло» за лучший европейский фильм (Вуди Аллен)
- 2006 — номинация на премию Эдгара Аллана По за лучший сценарий (Вуди Аллен)
- 2006 — премия «Гойя» за лучший европейский фильм (Вуди Аллен)
- 2005 — попадание в десятку лучших фильмов года по версии Национального совета кинокритиков США